# Каширникова, Эмилия Андреевна
Эмилия Андреевна Каширникова (р. 6 апреля 1936 года, г. Загорск Московской области) — российская журналистка и медиаменеджер, в настоящее время заместитель директора телеканала Культура. Заслуженный работник культуры Российской Федерации (1993).

## Биография
Родилась 6 апреля 1936 года в городе Загорске Московской области. В 1958 году окончила Московский государственный областной университет (в то время «Московский областной педагогический институт им. Н.К. Крупской») по специальности «учитель русского языка, литературы, английского языка». Начинала карьеру библиотекарем в Юношеской библиотеке Бауманского района г. Москвы.
В 1966 году Эмилия Андреевна пришла работать на телевидение — редактором Главной редакции литературно-драматических программ Центрального Телевидения, а с 1970 года — старший редактор для телеспектаклей и телефильмов. В 1970 году Эмилия Андреевна по поручению МВД СССР организовала телесериал о милиции, знаменитые «Следствие ведут ЗнаТоКи». По воспоминаниям Эмилии Андреевны выполнить поручение ей было непросто, т.к. она не любила детективную литературу. Просидев несколько дней в родной библиотеке, она остановилась на сборнике детективных рассказов «Солдаты в синих шинелях», авторами которой были супруги Ольга и Александр Лавровы. По рассказу «Dura Lex, sed Lex» (Закон суров, но он - закон (лат.)) из этого сборника, был снят телеспектакль «Солдаты в синих шинелях», который имел успех, и Лавровым было поручено разработать сценарии нескольких первых серий для цикла с общими героями. Так и родились ЗнаТоКи. В 1984 году за создание этого сериала Эмилия Андреевна была награждена дипломом и премией МВД СССР.
Эмилия Андреевна также выступала редактором для цикла «Судья по гражданским делам», цикла по сценариям Аркадия Ваксберга «Специальный корреспондент (цикл)» и для многих литературных программ. С 1989 года — заместитель руководителя отдела литературы и искусства Главной редакции.
После распада СССР, с 1991 года — редактор-консультант, а затем — заместитель директора Дирекции художественных программ ВГТРК, а с 1997 года её работа связана с телеканалом Культура, где она сначала работала руководителем студии фондовых и архивных программ.

## Награды
- 1984 год — диплом и премия МВД СССР  за создание цикла «Следствие ведут ЗнаТоКи».
- 1986 год — награждение значком «Отличник телевидения и радио».
- 1993 год — присвоение звания «Заслуженный работник культуры Российской Федерации».
- 2007 год — награждение медалью ордена «За заслуги перед Отечеством» I степени[4]